# EE-11 Urutu
 (juillet 2016).
L'EE-11 Urutu est un véhicule de transport de troupes brésilien produit par Engesa. Les premiers Urutu furent produits en 1974.

## Présentation
Ce véhicule de transport de troupes utilise la caisse et beaucoup d'éléments de l'EE-9 Cascavel. Le moteur est en position avant. Sa transmission  est de type intégrale. Sa boîte de vitesses est manuelle puis automatique. Ses dimensions sont de 6,15 m (longueur) x 2,65 m (largeur) x 2,125 m (hauteur). Son blindage est prévu pour résister aux tirs de mitrailleuses. Sa masse est de 13 tonnes. Son moteur Diesel (fourni par Detroit Diesel Corporation puis par Mercedes-Benz) et son réservoir lui permettent une vitesse maximale de 90 km/h et une autonomie d'environ 850 km. Comme tous ses concurrents modernes, l'EE-11 dispose d'appareils de vision de nuit, d'équipements NBC et d'une radio efficace. Enfin ce blindé est totalement amphibie.
Son équipage comprend deux hommes (conducteur + tireur/chef de bord) et 12 fantassins.
Ils sont remplacés dans l'armée brésilienne à partir des années 2010 par le VBTP-MR Guarani.

## Armement
L'EE-11 standard est armé d'une mitrailleuse FN MAG ou Browning M2HB. D'autres versions disposent de tourelles munies de canon de 20 mm.

## Engagements
- Conflit armé colombien (Colombie)
- Conflit tchado-libyen (Libye)
- Guerre Iran-Irak (Irak)
- Invasion du Koweït (Irak)
- Guerre du Golfe (1990-1991) (Irak)
- Mission des Nations unies pour la stabilisation en Haïti (Brésil sous les couleurs de l'ONU)
- Révolution tunisienne par la garde nationale pour le maintien de l'ordre
- Guerre civile libyenne de 2011 par les forces pro et anti Kadhafi

## Pays utilisateurs
Les pays suivants ont acquis l'EE-11 pour équiper leurs militaires et, ou les policiers de maintien de l'ordre :
- Angola (24)
- Bolivie (24)
- Brésil (723) sera remotorisé avec le moteur "Guarani" du VBTP-MR Guarani d'Iveco en 2020
- Chili (37) tous revendus
- Colombie (56) remotorisés
- Équateur (32)
- Gabon (11)
- Guyana
- Irak (350) entre 1983 et 1984[1]
- Iran
- Libye (40)
- Paraguay (12)
- Arabie saoudite (20)
- Sénégal
- Suriname (16)
- Tunisie (18)
- Émirats arabes unis (132)
- Uruguay
- Venezuela (38)
- Zimbabwe (7)